# Pleiarthrocerus opacus
Pleiarthrocerus opacus là một loài bọ cánh cứng trong họ Cerambycidae.